# Neurothemis intermedia
Neurothemis intermedia – gatunek ważki z rodziny ważkowatych (Libellulidae).